# Disubbidisciti
Disubbidisciti è una raccolta del gruppo musicale hardcore punk italiano Bloody Riot.

## Contenuti
Il disco raccoglie il primo 7" ed il primo LP, in più 3 brani inediti e 3 brani live. Al CD è allegato un libro scritto dagli stessi componenti del gruppo.
Le tracce da 1 a 3 sono inediti del 1982 registrati nel 2001. Le tracce da 4 a 7 erano precedentemente contenute nell'extended play Bloody Riot del 1983. Le tracce da 8 a 20 erano precedentemente contenute nell'album Bloody Riot del 1985. Le tracce da 21 a 23 sono state registrate dal vivo nel 1984.

## Brani
1. Anarchia in Italia
2. Io odio i frikkettoni
3. Disubbidisci
4. Bloody Riot
5. Contro lo stato c.l.s.
6. No eroina
7. Naja de merda
8. Nervous breakdown
9. Birra
10. Don't think of tomorrow
11. Bloody Riot
12. Partisans
13. Polizia
14. Gioventù bruciata
15. Bitch
16. No eroina
17. Teppa life
18. Hear the noise
19. Contro lo stato - c.l.s.
20. Naja de merda
21. No eroina
22. Naja de merda
23. Fuck the U.S.A.